# オオアラセイトウ
オオアラセイトウ（大紫羅欄花、学名: Orychophragmus violaceus）は、アブラナ科オオアラセイトウ属の越年草。別名ショカツサイ（諸葛菜）ともいわれ、諸葛孔明が陣を張ったときに真っ先にこの花の種を播いたという伝説からよばれている。もう一つの別名のムラサキハナナ（紫花菜）は「紫色の菜の花」の意であるが、単に菜の花（アブラナ）に形状が似ているというだけではなく、実用面でも野菜としての利用や種から油を採取する点などでもアブラナとの共通点が見られる。このためOrychophragmus属はショカツサイ属、ムラサキハナナ属とも呼ばれる。
ハナダイコン（花大根）（カブ）とも呼ばれることがあるが、この名前は花の外観が類似した同科ハナダイコン属のHesperis matronalisにも与えられているため混乱が見られる（ダイコンが野生化したハマダイコンとも別種）。

## 概要
原産地は中国で、東部に分布し、東北および華北地区では普通に見られる。ヨーロッパ南部に帰化しているほか、日本では江戸時代に輸入されて栽培されたものが野生化し、全土で見られる。

### 形態

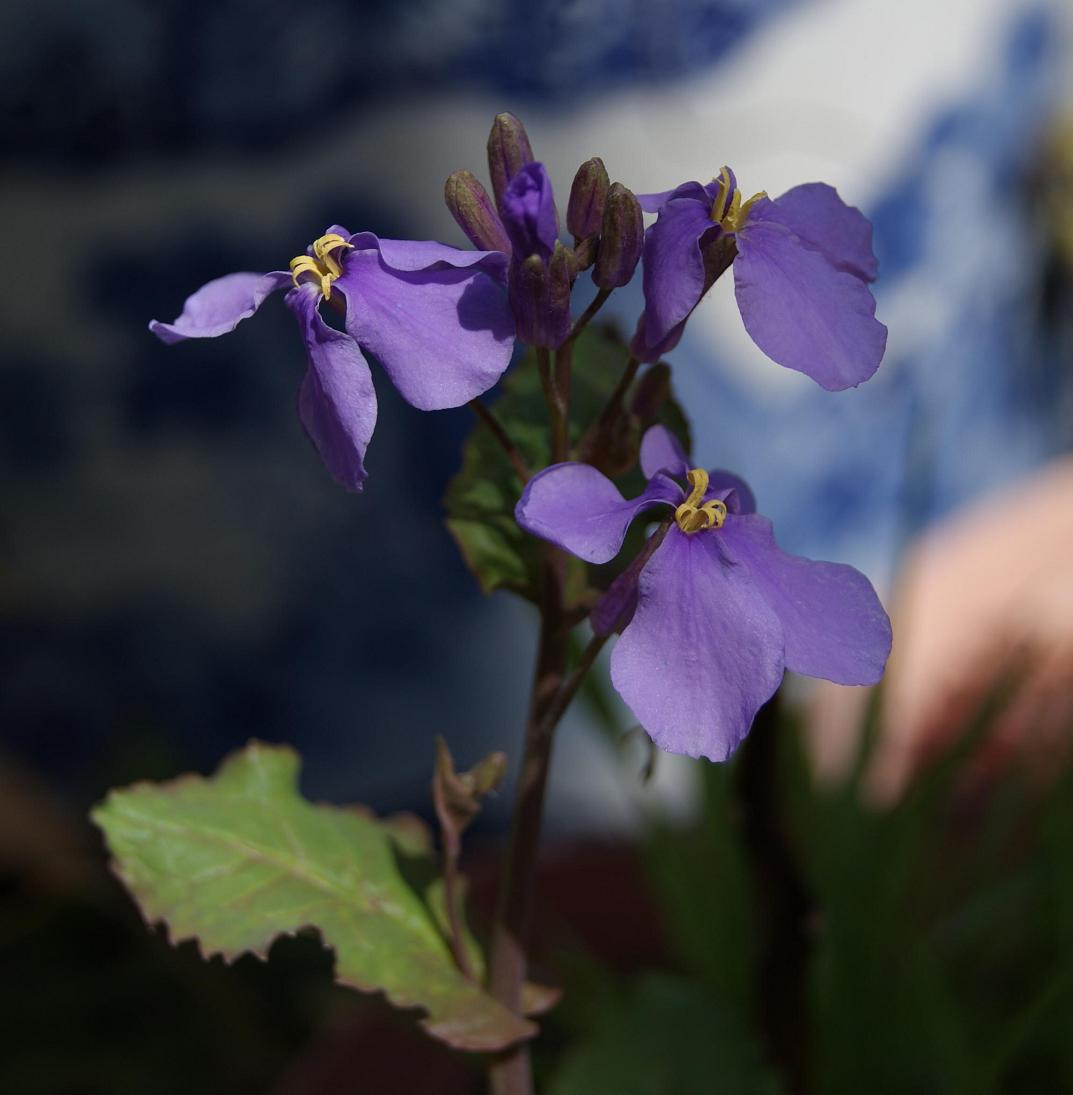
オオアラセイトウの葉と花

根生葉と茎下部の葉は羽状深裂し、基部は心形で、縁に鈍い鋸歯がある。上部の葉は長円形あるいは倒卵形で柄を持つ。基部は耳状で茎を抱き、縁には不揃いの鋸歯がある。
花は茎先につく総状花序で、薄紫色の花弁には細い紋様がある。花色の濃淡は個体差があり、ときに白花を見かける場合もある。花期の後期では徐々に花弁の色が薄くなり、最終的には白色に近くなる。稀に白花もある。花弁は4枚が十字状に付き、長さは各1 - 2センチメートル (cm) 程度、先端に3ミリメートル (mm) ほどの爪状の突起を持つ。雄蕊は6本で花糸は白色、葯は黄色である。萼（がく）は細長く、径3 mmほどの筒状で花と同じく紫色。果実は先端に細長い突起を持つ長角果をつける。果実は4本の筋を持ち、内部に黒褐色の種子を多数つける。熟すと自然に裂けて開き種子を弾き出す。種子から芽生えたばかりの頃本葉は腎形をし、寒さに当たり花芽が分化するとやがて切れ込みが生じる。

### 生態
2月ごろから生長を始め、3月から5月にかけて開花する。最盛期には50 cmくらいまで直立する茎を伸ばす。5月から6月頃に種子が熟し、自然に、散布される。一年草だが繁殖力は強く、花が咲いて種が散布されると、翌年からは定着しやすい。
性状は丈夫で、栽培種が野生化しているところも多い。侵入生物データベース *1によれば、日本には観賞用および油を採取するため、遅くとも19世紀末には導入され、20世紀中頃から各地に広がった。戦中から戦後にかけて星薬学専門学校（星薬科大学の前身）の初代校長山口誠太郎が紫金草（シキンソウ）と称して種子を広める活動をした。同属では他に帰化した種はないとされる。農地の拡大や都市化の進行によっていったん衰退したスジグロシロチョウが、20世紀後期になって都市部を中心に個体群を増大させたのは、このチョウの食草として好適なオオアラセイトウの分布拡大の影響が大きいといわれている。

## 利用
群生して開花する様はなかなか美しいため、庭などで栽培されることも多いが、道端や空き地でも普通によく育つ。日当たりが悪い場所でも比較的旺盛に生育するので栽培地をあまり選ばない。若い葉や花芽などは食べられるため、中国北部では野菜として栽培され、種子からはアブラナと同様に油を採取することもある。
種子が販売されているが、野生化している個体から容易に種子を採取することも可能。なお、国内の園芸面では標準和名のオオアラセイトウではなく、ムラサキハナナの別名で通じることが多い。